# پایان‌دهنده شبکه
پایان‌دهنده شبکه یا تجهیزات پایان‌دهنده شبکه دستگاهی است که تجهیزات تلفن یا داده کاربر را به خط مخابرات حاملی وصل می‌کند که به داخل ساختمان یا دفتر می‌آید. دستگاه پایان‌دهنده شبکه، ارتباط بین تجهیزات ترمینال و آداپتور ترمینال را با حلقه محلی فراهم می‌کند.
از پایان‌دهنده شبکه در مورد خاصی از رابط نرخ پایه شبکه دیجیتالی خدمات یکپارچه به نام پایان‌دهنده یکم شبکه استفاده می‌شود.